# Kyiv Food Market
Kyiv Food Market — київський ринок їжі, простір з ресторанами і барами у форматі фудхолу, площею 2 тис кв. метрів.  Відкрився в Києві 25 вересня 2019 року на території заводу Арсенал. 
Kyiv Food Market став першим фуд-холом в Києві.
Вміщає більше 20 ресторанів і барів, що пропонують різні види їжі: піца, паста, бургери, випічка, морепродукти, здорова їжа, українська і тайська, китайська, мексиканська кухні та інше.

## Історія
Київ Фуд Маркет відкрили 25 вересня 2019 року ресторатор Алекс Купер, відомий схожим проектом "Міський ринок їжі” в Одесі та власник мережі ресторанів La Famiglia Михайло Бейлін. Співзасновниками також є Світлана Коломієць-Міронова і Дмитро Галбмілліон.
Приміщення раніше було цехом заводу «Арсенал», що на Печерську.
Реконструкцією і перепроектуванням приміщення займалось бюро Balbek Bureau архітектора Слави Балбека. 
10 жовтня в приміщенні Kyiv Food Market  президент Володимир Зеленський провів 14-годинний пресмарафон.

## Структура
Kyiv Food Market налічує близько 550 посадкових місць. Приміщення розділене на два поверхи та невеликий третій ярус під круглим вікном. 
У центрі фудмаркету розташовані коктейльний та винний бар і точка з крафтовим пивом.
Заклад дружній до відвідувачів із тваринами. 

## Заклади
Kyiv Food Market вміщує різноформатні ресторани Києва, які не мають схожих позицій меню, та формують бістро-маркет. Це дозволило зібрати більше 20 закладів харчування в одному приміщенні.
Список закладів:
Ресторани
- Milk Bar
- Dogs and Tails
- Green Chef
- Vabi-Sabi
- ORANG+UTAN
- Milk Bar
- Milk Bar Bakery
- Cooper
- Malva
- China Hi
- Vietnam Hi
- Pinzaza
- Чайка
- WOW CRABS
- Seven Seas
- Beef
- Mimosa Brooklyn Pizza
- Oysters & sparkling

Бари
- Origins
- Varvar
- Wine birds
- Spilka coffee